# Giacomo Tranchida
Giacomo Tranchida (Valderice, 2 febbraio 1963) è un politico italiano, sindaco di Trapani a partire dal 13 giugno 2018.

## Biografia
Figlio di una famiglia contadina, Tranchida nasce a Valderice nel 1963. Dipendente dal 1992 della Confesercenti .
Dirigente provinciale del Partito Democratico della Sinistra, nel 1994 si candida come sindaco di Valderice per il centrosinistra, va al ballottaggio e vince al secondo turno con il 62,28% dei voti. Viene riconfermato sindaco con il centro sinistra e lo resta fino al 2003.
Nel 2003 è stato eletto consigliere provinciale nella lista dei Democratici di Sinistra, carica che mantiene fino al maggio del 2007.
Nel 2007 è eletto sindaco di Erice al ballottaggio, con una coalizione di centro-sinistra e riconfermato al primo turno nel 2012.
Nel 2017 è eletto consigliere comunale a Erice con una lista civica a sostegno della candidata sindaco del centrosinistra Daniela Toscano (poi eletta sindaco). Qualche settimana dopo è eletto presidente del consiglio comunale di Erice.
Si candida nell'ottobre 2017 alle elezioni regionali siciliane nella lista del PD, ma non viene eletto, ottenendo 10 578 preferenze nel collegio provinciale di Trapani.
Nel maggio 2018 si dimette dal consiglio comunale di Erice e si candida alla carica di sindaco di Trapani sostenuto da una coalizione di sette liste civiche di centrosinistra alle elezioni amministrative, dove vince al primo turno con il 70,68% dei voti, battendo l'indipendente Vito Galluffo, sostenuto da Forza Italia e altre due liste civiche, entrando in carica il 13 giugno. 
Nel maggio 2023 si ricandida a sindaco del capoluogo, sostenuto da nove liste civiche di centro sinistra e una civica leghista, venendo rieletto, al primo turno, con il 42,5%.
Nel 2025, secondo la classifica annuale del Sole 24 Ore, si è posizionato al penultimo posto, risultando il sindaco con il gradimento più basso d’Italia dopo il sindaco di Palermo tra i capoluoghi di provincia interessati dal sondaggio.